# Kiewa River
Der Kiewa River ist ein Fluss im Norden des australischen Bundesstaates Victoria und ein wichtiger Nebenfluss des Murray River.

## Verlauf
Die Quelle liegt südlich von Victorias höchstem Berg, dem Mount Bogong im Alpine-Nationalpark in der Nähe der Clover Power Station am Zusammenfluss des Rocky Valley Creek und des Pretty Valley Creek. Von dort fließt der Kiewa River nach Norden und mündet nach 109 Kilometern bei Albury in den Murray River.

## Nebenflüsse
Der größte Nebenfluss ist der Kiewa River West Branch, der in Mount Beauty in den Kiewa River fließt. Von dort fließt der Fluss durch reiches Bauernland bis zu seiner Mündung in den Murray River. Am Fluss liegen die Kleinstädte Tawonga, Tagambalanga, Kiewa und Yackandandah.

## Nutzung
Die Wasser des Flusses werden von den Dämmen des Kiewa Hydroelectric Scheme zurückgehalten, das den Fluss und seine Quell- und Nebenflüsse nutzt. Die Kraftwerke McKay Creek und West Kiewa sind die wichtigsten des Systems, das die elektrische Spitzenlast in Victoria abdeckt.

## Einzelnachweise

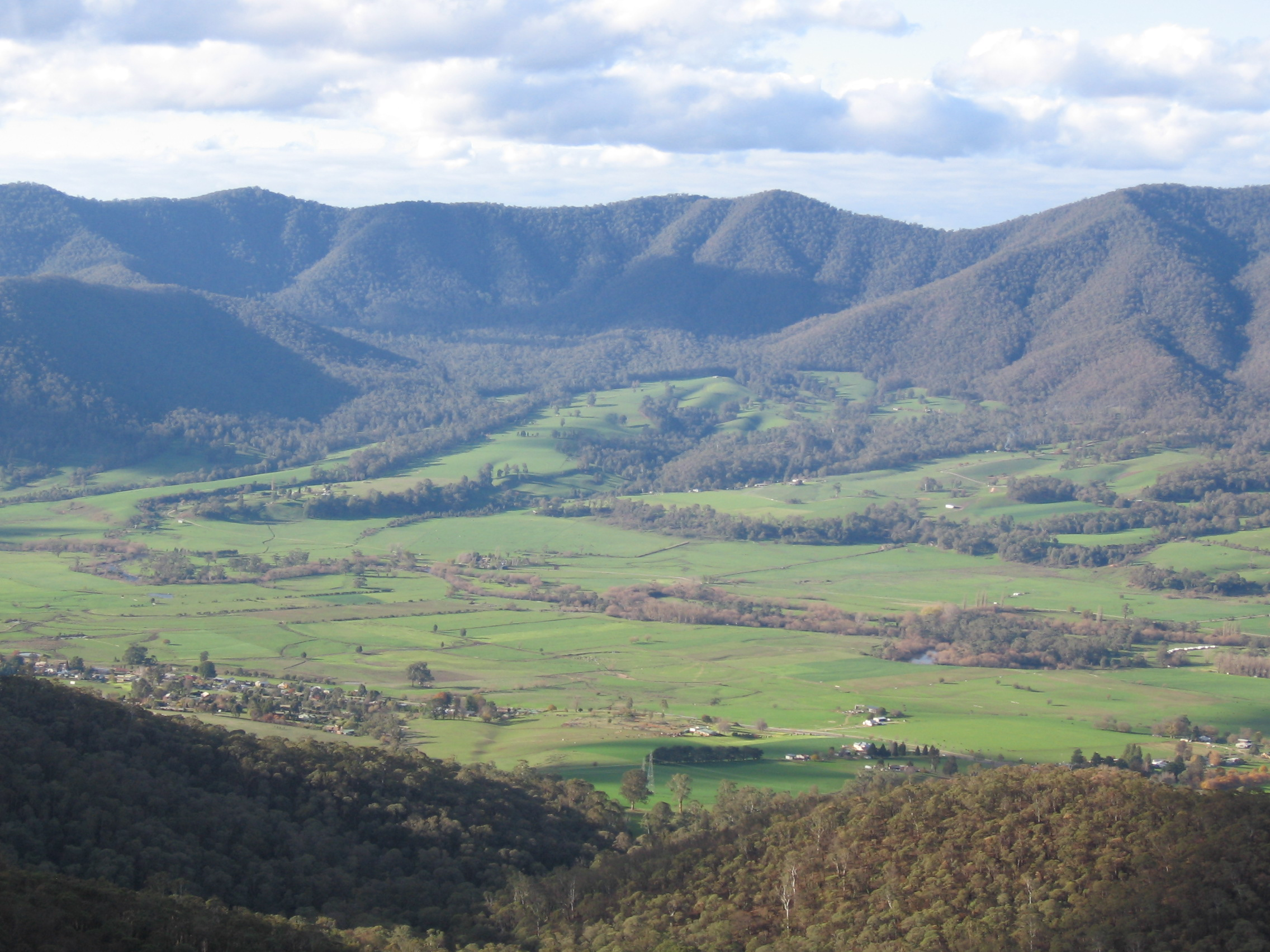
Kiewa-Tal